# Sergio Ortega
Sergio Ernesto Haroldo Ortega Alvarado (Antofagasta, 2 de febrero de 1938-París, 15 de septiembre de 2003)  fue un compositor y pianista chileno.
Sergio Ortega compuso algunas de las obras seminales del movimiento conocido como la Nueva Canción Chilena, una fusión de ritmos y estilos con una conciencia social. En su obra, se pueden encontrar poemas, cantatas, óperas, canciones, y bandas sonoras. Entre sus piezas más conocidas se cuentan las canciones «El pueblo unido jamás será vencido», «Venceremos», y las cantatas Fulgor y muerte de Joaquín Murieta y La fragua, cantos para chilenos.

## Biografía
A los 15 años, aprendió de manera autodidacta a tocar el piano, sacando de oído canciones como «Blue Moon» y «Night and Day», un profuso catálogo de boleros y hasta el comienzo de la obertura de Tannhäuser de Wagner. Se ocupó durante su juventud en orquestas juveniles, pero sin pensar en una dedicación profesional. Así, del Colegio San Ignacio pasó a la Universidad Católica a estudiar por un tiempo Arquitectura y luego Literatura. Empezó a estudiar música a los 18 años, mientras estaba en la Facultad de Arquitectura de la universidad.
Estudió composición con Roberto Falabella Correa y posteriormente con Gustavo Becerra Schmidt en el Conservatorio Nacional de la Universidad de Chile. Después de graduarse, fue funcionario en el Instituto de Extensión Musical y trabajó seis años como sonidista en el Teatro Experimental de la Universidad, el Teatro Antonio Varas.
Entre 1961 y 1964, Ortega compuso música para una decena de espectáculos de diferentes grupos, compañías jóvenes y exámenes de dirección teatral. Uno de sus primeros trabajos fue con el Conjunto de Arte Dramático del Instituto Pedagógico (CADIP) en 1962. Con ellos monta A partir de mañana, bajo la dirección de Antonio Skármeta, y de ese mismo año destaca también su colaboración en la obra de Jaime Silva titulada La comedia del viudo.
En 1963, fue contratado como sonidista y compositor en el Teatro Antonio Varas, a proposición de Celso Garrido-Lecca, quien dejaba el cargo ese año. Su primera composición allí fue para el acto Saludos de Berta, dirigida por Eugenio Guzmán, parte de un espectáculo llamado 3 Tennessee Williams. Su consolidación como compositor en el Antonio Varas se produce al año siguiente cuando crea la música para Romeo y Julieta de William Shakespeare, en la traducción, especialmente realizada para el ITUCH, de Pablo Neruda. En 1965, crea junto a Isidora Aguirre la comedia musical La dama del canasto, para la cual Ortega compuso una música muy festiva y que incluye una diversidad de instrumentos y géneros, desde el vals hasta la refalosa. También musicalizó la obra Asunto sofisticado, de Alejandro Sieveking.
Ortega compuso un número considerable de canciones para el teatro. Una de sus más destacadas obras fue una ópera basada en Fulgor y muerte de Joaquín Murieta, poema épico de su amigo Pablo Neruda, gran poeta y futuro Premio Nobel de Literatura, estrenada en 1967 en el Teatro Antonio Varas bajo la dirección de Pedro Orthous. También participó en una versión musical del Canto general de Neruda con Gustavo Becerra, que se montó en 1970 con el grupo Aparcoa, y elaboró música para películas como El Chacal de Nahueltoro de 1969, dirigida por Miguel Littín y fotografiada por Héctor Ríos, y El húsar de la muerte, cinta de cine mudo de 1925 dirigida por Pedro Sienna.
En 1969, Ortega fue profesor de Composición en el Conservatorio Nacional de Música (hoy Departamento de Música y Sonología de la Facultad de Artes de la Universidad de Chile), donde tuvo entre sus estudiantes a Horacio Salinas y Guillermo Rifo, e hizo clases en la Escuela Musical Vespertina, anexa al Conservatorio, en la que estudiaron algunos integrantes de grupos como Los Blops, Inti-Illimani y Quilapayún. Un año después asumió como director artístico de la emisora televisiva de la Universidad de Chile, Canal 9, cargo que mantuvo hasta 1973. Fue nombrado Embajador Cultural del gobierno de la Unidad Popular junto a Víctor Jara.
Ortega fue militante del Partido Comunista de Chile hasta su muerte. No solo compuso el tema electoral del Presidente Salvador Allende, «Venceremos», sino también el himno mundial de la resistencia popular, «El pueblo unido jamás será vencido». También compuso los himnos de la Central Única de Trabajadores, de la Federación de Estudiantes de la Universidad de Chile, de las Juventudes Comunistas y del Partido Radical. Además, musicalizó el plan político-económico de Allende, el cual se encuentra en los textos de Julio Rojas, en un álbum llamado Canto al programa junto a Luis Advis e interpretado por Inti-Illimani. Otras de sus canciones notables son «El monte y el río» (letra de Nicolás Guillén) y «Les deux mères».[cita requerida]
A fines de 1973, después del golpe de Estado del 11 de septiembre, Ortega se asiló en la embajada de Panamá, y luego se exilió en Francia, donde residió hasta su muerte. Se instaló primero en Nanterre, donde trabajó con el colectivo musical chileno-francés Taller Recabarren, para más tarde asentarse en Pantin, donde dirigió una escuela de música. En el exilio, Ortega mantuvo una fructífera colaboración con el Studio H&S, de Walter Heynowski y Gerhard Scheumann, basado en Berlín Este, musicalizando documentales como Ich war, ich bin, ich werde sein,  Vietnam 1 - Die Teufelsinsel, Vietnam 2 – Der erste Reis danach, Die eiserne Festung entre otros.[cita requerida] Participó en los festivales Festival des politischen Liedes organizados en la RDA durante la década de los años 70 y 80.[cita requerida] En 1977 musicalizó la película La communion solennelle del realizador francés René Féret y visitó la Unión Soviética integrando el Jurado del Festival de la Canción "Clavel Rojo", realizado en la ciudad de Sochi, a orillas del Mar Negro.[cita requerida] En 1978, Ortega escribió una cantata titulada Bernando O'Higgins Riquelme, 1810. Poema sonoro para el padre de mi patria, estrenada en un festival austríaco, y al año siguiente trabajó en una trilogía operática sobre la Revolución francesa con textos del poeta francés Francis Combes.
Durante su exilio, el compositor chileno dirigió la École Nationale de Musique de Pantin, desde 1983 hasta 2002. En sus lecciones y clases maestras de composición tomaron parte Alejandro Iglesias Rossi, Gustavo Báez, Mirtru Escalona-Mijares, Christine Groult, Sebastian Rivas, Adolfo Kaplan, Sergey Kutanin, Arthur Lavilla, Clem Mounkala, Chañaral Ortega-Miranda, Martin Pavlovsky y Claire-Mélanie Sinnhuber, entre otros.[cita requerida] Obtuvo la nacionalidad francesa años más tarde, y decidió quedarse en Europa cuando en Chile se levantó al fin su orden de exilio. La dictadura militar sólo le permitió volver a Chile en 1983, lo cual hizo varias veces.
Hacia el final de su vida, Ortega compuso también una canción para la cinta Taxi para tres, película chilena estrenada en 2001. En 2003, empezó a trabajar con su hijo mayor, Chañaral Ortega-Miranda, en una versión operística de Pedro Páramo, la novela del escritor mexicano Juan Rulfo. Sin embargo, ese mismo año le diagnosticaron un avanzado cáncer de páncreas, y para el mes de septiembre, cayó en coma en el hospital de Saint Louis, en París.
Sergio Ortega murió de cáncer a los 65 años el 15 de septiembre del 2003, cuatro días después del trigésimo aniversario del golpe. Sus restos fueron velados en el ayuntamiento de Pantin, y regresaron a Chile el 27 de ese mes. Fueron recibidos con una serie de homenajes oficiales, incluyendo una caravana con paradas en la CUT, el teatro Antonio Varas, la Facultad de Artes de la Universidad de Chile y el Teatro Municipal. Fue enterrado al día siguiente en el Cementerio General de Santiago.
El 14 de febrero de 2010, la municipalidad de Antofagasta lo homenajeó en un acto público en el que se le concedió póstumamente el título de "Hijo Ilustre" de la comuna.